# Хлопаю в две ладоши
«Хло́паю в две ладо́ши» — песня российской певицы Мари Краймбрери, выпущенная 2 июля 2021 года на лейбле Velvet Music.

## Предыстория и релиз
За 4 дня до официального выхода сингла 28 июля 2021 года Краймбрери представила 13 секундный музыкальный видеоклип спродюсированный Serghey Grey в качестве поддержки композиции.
Автором песни стала сама же исполнительница — Мари Краймбрери, а продюсерами — также Мари совместно с Alex Davia. В песне «Хлопаю в две ладоши» певица описывает чувство влюблённости, в ней Жадан запечатлела эйфорию, которую люди испытывают из-за любви. Получился своеобразный ритмн-энд-блюз вперемешку с соул.

## Обложка
Текст к обложке сингла был выполнен в стиле open air «veLvETОвый движ» для поддержки концерта проходящего 1 августа 2021 года в центре Москвы. В open air приняли участие все артисты лейбла Velvet Music.

## Критика
Вадим Пономарёв, более известный как Гуру Кен, считает, что в композиции «Хлопаю в две ладоши» невозможно отличить Мари Краймбрери от Ёлки, по его мнению, лейблу Velvet Music это выгодно — вот Ёлка, а вот её молодая копия. Также Пономарёв обратил внимание на аранжировку — она вроде модная, но точно не из рэпа, она стелется и мимикрирует. «Эту песню могла бы спеть Вера Брежнева, у неё тоже есть говор», — считает музыкальный критик.

## Чарты
| Чарт (2021)                    | Высшая позиция в чартах |
| ------------------------------ | ----------------------- |
| РОФ (Top Radio & YouTube Hits) | 218                     |
| РОФ (Top YouTube Hits)         | 52                      |

## История релиза
| Регион | Дата        | Формат                                  | Лейбл        |
| ------ | ----------- | --------------------------------------- | ------------ |
| Россия | 2 июля 2021 | Радиоротация цифровые загрузки стриминг | Velvet Music |
| Мир    | 3 июля 2021 | Радиоротация цифровые загрузки стриминг | Velvet Music |